# Gamaliel (Kentucky)
Gamaliel – miasto w Stanach Zjednoczonych, w stanie Kentucky, w hrabstwie Monroe.